# Kormos csáté
A kormos csáté (Schoenus nigricans) a palkafélék (Cyperaceae) családjába tartozó, Magyarországon védett növény.

## Előfordulása
Nedves, meszes síklápokon, vízpartokon. Európában szórványos-ritka megjelenésű, hazánkban az üde láprétek társulásalkotó, ősi lápnövénye. Magyarországon többek közt a Gödöllői-dombság területén él.

## Megjelenése

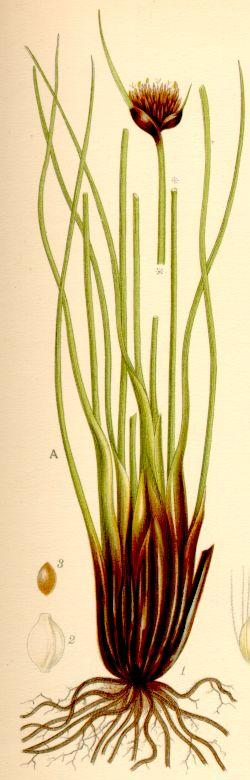

15–20 cm magas, sűrű gyepes, zsombékoló növény. Szára hengeres, levéltelen, levelei serte formájúak, tőlevélhüvelyei feketésbarnák, fénylők, 2–5 cm hosszú murvalevelei túlnövik az 5-10, sötét gesztenyebarna, vagy feketésbarna („kormos”) virágokat. Májustól júliusig virágzik, füzérkéből álló, 10–15 mm-es csomóvirágzata van.